# Феррейра да Силва, Режиналдо
Режина́лдо Ферре́йра да Си́лва (порт.-браз. Reginaldo Ferreira da Silva; 31 июля 1983, Жундиаи) — бразильский футболист, нападающий.

## Биография
Начал карьеру в итальянском клубе «Тревизо». Выступал за юношеские команды, к играм основного состава был впервые привлечён в сезоне 2001/02, сыграв один матч в Серии C1, после чего продолжил играть за резервистов. В сезоне 2003/04 вернулся в основной состав и стал выходить на поле регулярно; в этом и последующем сезоне, когда клуб играл в Серии B, он провёл 72 матча, забив 15 голов. В сезоне 2005/06 «Тревизо» выступал в Серии A, но вылетел обратно, в том сезоне Режиналдо также был игроком основного состава (31 матч, 5 голов). Всего Режиналдо сыграл за «Тревизо» в 104 матчах и забил 20 голов. Сезон 2006/07 провёл в составе «Фиорентины», за которую забил 6 голов в 27 матчах. Затем выступал два сезона за «Парму». Сумма его трансфера из «Фиорентины» в «Парму» составила 4,5 млн евро. В первом сезоне (2007/08) клуб стал предпоследним в Серии A и покинул её, во втором — вернулся обратно, заняв 2-е место. С 2009 года по настоящее время выступает за «Сиену» в Серии A. Сумма его трансфера из «Пармы» в «Сиену» составила 2 млн евро. 5 марта 2012 года игрок перешёл в клуб второго дивизиона чемпионата Японии «ДЖЕФ Юнайтед» на правах аренды с возможным правом выкупа.
В 2013—2014 гг. выступал за «Васко да Гаму».
5 сентября 2016 года подписал контракт с итальянским клубом профессиональной лиги (бывш. серия C) «Паганезе» сроком до 30 июня 2017 года. 11 сентября 2016 года дебютировал за «Паганезе» в домашнем матче 3-го тура группы C профессиональной лиги против «Казертаны» (на 56-й минуте вышел на замену вместо Антимо Юнко). 18 сентября 2016 года открыл счёт своим голам за «Паганезе» в гостевом матче 5-го тура против «Катандзаро».
31 июля 2017 года подписал контракт с клубом итальянской серии C «Трапани» сроком на 1 год.
30 января 2018 года перешёл в клуб итальянской серии B «Про Верчелли».